# Walt Rostow

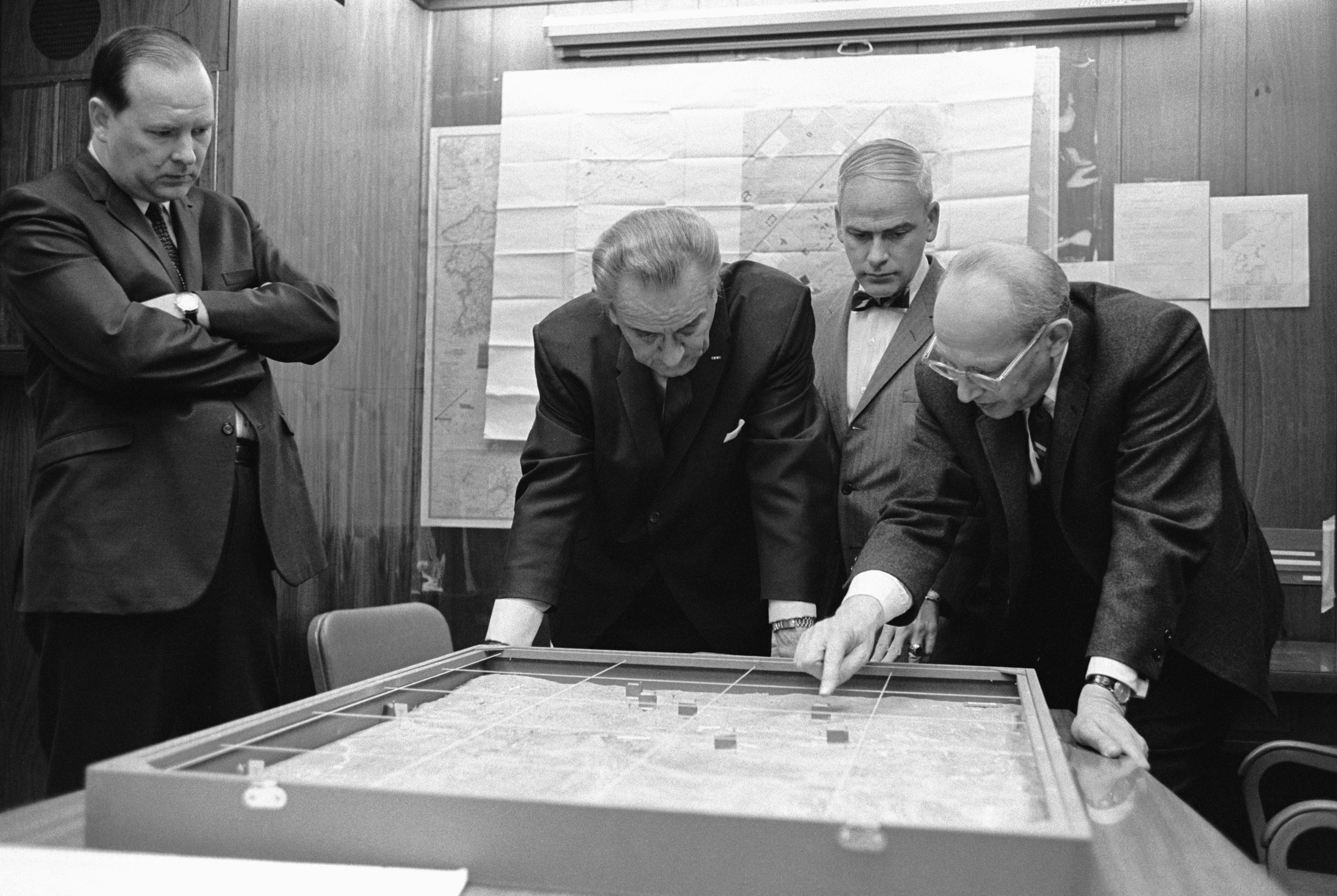
Walt Whitman Rostow z prezydentem Lyndonem Johnsonem, 1968

Walt Whitman Rostow (ur. 1916, zm. 2003) – amerykański ekonomista i politolog, doradca ds. bezpieczeństwa narodowego za kadencji prezydenta Lyndona Johnsona.

## Stadia rozwoju gospodarczego
Wprowadzone w 1960 przez Rostowa stadia rozwoju społeczeństw:
- społeczeństwo tradycyjne (traditional society)
- tworzenie warunków startu (preconditions for take-off)
- start (take-off)
- dochodzenie do dojrzałości (drive to maturity)
- okres wysokiej konsumpcji masowej (age of high mass consumption)
- okres pokonsumpcyjny (beyond consumption)

## Publikacje
- „Investment and the Great Depression”, 1938, Econ History Review;
- Essays on the British Economy of the Nineteenth Century, 1948;
- „The Terms of Trade in Theory and Practice”, 1950, Econ History Review;
- „The Historical Analysis of Terms of Trade”, 1951, Econ History Review;
- The Process of Economic Growth, 1952;
- The Dynamics of Soviet Society (współautor), Norton and Co. 1953;
- „Trends in the Allocation of Resources in Secular Growth”, 1955;
- An American Policy in Asia, with R.W. Hatch, 1955;
- „The Take-Off into Self-Sustained Growth”, 1956;
- A Proposal: Key to an effective foreign policy, with M. Millikan, 1957;
- „The Stages of Economic Growth”, 1959, Econ History Review;
- The Stages of Economic Growth: A non-communist manifesto, 1960;
- Politics and the Stages of Growth, 1971;
- How it All Began: Origins of the modern economy, 1975;
- The World Economy: History and prospect, 1978;
- Why the Poor Get Richer and the Rich Slow Down: Essays in the Marshallian long period, 1980;
- Theorists of Economic Growth from David Hume to the Present, 1990;